# توماس أرسكين بيري
توماس أرسكين بيري (بالإنجليزية: Thomas Erskine Perry)‏ هو قاضي وسياسي بريطاني (وحمل سابقاً جنسية المملكة المتحدة لبريطانيا العظمى وأيرلندا)، ولد في 20 يوليو 1806 في ويمبلدون في المملكة المتحدة، وتوفي في 22 أبريل 1882 في لندن في المملكة المتحدة. حزبياً، نشط في الحزب الليبرالي. في الانتخابات الفرعية في مجلس العموم البريطاني ‏، انتخب عضو برلمان المملكة المتحدة الـ16 عن دائرة Plymouth Devonport ‏ (11 مايو 1854 – 21 مارس 1857) وفي الانتخابات العامة في المملكة المتحدة 1857 ‏، انتخب عضو برلمان المملكة المتحدة الـ17 عن دائرة Plymouth Devonport ‏ (27 مارس 1857 – 23 أبريل 1859) وفي الانتخابات العامة في المملكة المتحدة 1859 ‏، انتخب عضو برلمان المملكة المتحدة الـ18 عن دائرة Plymouth Devonport ‏ (28 أبريل 1859 – 9 أغسطس 1859).